# I'll Stay Me
I'll Stay Me è l'album di debutto del cantautore country americano Luke Bryan. L'album è stato pubblicato nei soli Stati Uniti il 14 agosto 2007 dalla Capitol Nashville. Il primo e il terzo singolo estratti dall'album sono entrati nella top ten della classifica country, All My Friends Say quinto e Country Man decimo; mentre il secondo singolo, We Rode in Trucks non è salito oltre la posizione numero 33. Tutte le tracce dell'album sono co-scritte da Bryan stesso, tranne la quarta traccia Pray About Everything.

## Tracce
1. All My Friends Say – 4:02
2. Baby's on the Way – 3:20
3. The Car in Front of Me – 3:40
4. Pray About Everything – 3:16
5. We Rode in Trucks – 4:30
6. I'll Stay Me" – 3:02
7. First Love Song – 4:36
8. Country Man – 3:10
9. Over the River – 3:53
10. You Make Me Want To – 3:29
11. Tackle Box – 4:02

Durata totale: 41:00

## Classifiche
| Classifica (2007) | Posizione massima |
| ----------------- | ----------------- |
| USA (country)     | 2                 |
| USA Billboard 200 | 24                |